# Schottische Badmintonmeisterschaft 1998
Die Schottische Badmintonmeisterschaft 1998 fand Anfang Februar 1998 in Meadowbank, Edinburgh, statt.

## Finalresultate
| Disziplin    | Sieger                           | Finalist       | Ergebnis   |
| ------------ | -------------------------------- | -------------- | ---------- |
| Herreneinzel | Bruce Flockhart                  | Jim Mailer     | 15-8, 15-3 |
| Dameneinzel  | Anne Gibson                      | Gillian Martin | 11-8, 11-6 |
| Herrendoppel | Kenny Middlemiss Russell Hogg    |                |            |
| Damendoppel  | Kirsteen McEwan Sandra Watt      |                |            |
| Mixed        | Kenny Middlemiss Kirsteen McEwan |                |            |